# Arrondissement Mechelen
Het arrondissement Mechelen is een van de drie arrondissementen van de Belgische provincie Antwerpen. Het arrondissement heeft een oppervlakte van 511,83 km² en telde 361.424 inwoners op 1 januari 2025.
De streekintercommunale is IGEMO. Inzake afvalbeheer is ook de intercommunale IVAREM actief. 

## Toponymie
Het toponiem "Mechelen" verwijst naar de hoofdplaats van dit arrondissement, de stad Mechelen.
Deze stad werd voor het eerst in een oorkonde uit 1008 vermeld, onder de naam Machlines. Later veranderde deze in Machele (12e eeuw), Mechgelme (14e eeuw) en uiteindelijk Mechelen (15e eeuw). De naam van de stad zou afgeleid zijn van het woord "mahal", dat naar een vergader- of gerechtsplaats verwijst.

## Geschiedenis
Het arrondissement Mechelen ontstond in 1800 als derde arrondissement in het departement Twee Neten. Het bestond oorspronkelijk uit de kantons Duffel, Heist-op-den-Berg, Lier, Mechelen en Puurs.
In 1977 verhuisde de toenmalige gemeente Muizen, die tot op dat moment nog tot het arrondissement Halle-Vilvoorde behoorde, naar het arrondissement Mechelen en werd ze bij de stad Mechelen gevoegd.
Het arrondissement was tot 2014 zowel een bestuurlijk als een gerechtelijk arrondissement. In 2014 is het gerechtelijk arrondissement Mechelen opgegaan in het gerechtelijk arrondissement Antwerpen.
Op 1 januari 2019 werden de gemeenten Puurs en Sint-Amands samengevoegd tot de nieuwe gemeente Puurs-Sint-Amands. Hiermee verminderde het aantal gemeenten in het arrondissement van dertien naar twaalf.

## Geografie

### Topografie
Het arrondissement Mechelen ligt grotendeels binnen de Vlaamse Ruit. Het territorium bestrijkt de zuidelijke gemeenten van de provincie Antwerpen. van Bornem aan de Schelde tot het Kempische Heist-op-den-Berg. De hoofdplaats is Mechelen. Het arrondissement heeft een oppervlakte van 510,22 km².
Het hoogste punt van het arrondissement, de Beerzelberg is gelegen in de Putse deelgemeente Beerzel en is 51,60 meter. Het is tevens het hoogste punt van de provincie Antwerpen.
Het op een na hoogste punt van het arrondissement (en provincie) is de "Heistse Berg" te Heist-op-den-Berg. De "Heistse Berg" is een getuigenheuvel met een hoogte van 48 meter.

### Hydrografie
In het oosten van het arrondissement ligt in de gemeente Nijlen de samenvloeiing van de Grote en de Kleine Nete. Deze stroomt vervolgens als de Nete naar Lier, Duffel (waar de Itterbeek en de Babelsebeek in haar uitmonden), Sint-Katelijne-Waver (Vrouwvliet) om te Rumst in het arrondissement Antwerpen samen met de Dijle de Rupel te vormen.
De Dijle komt het arrondissement binnen uit het zuiden en wordt in Mechelen gesplitst tot de Binnen Dijle en de Buiten Dijle. Ter hoogte van het Zennegat in Walem voegt zich de Zenne bij de Dijle vlak voor deze samen met de Nete de Rupel vormt te Rumst.
Daarnaast liggen in het westen van het arrondissement de gemeenten Bornem en Sint-Amands aan de Schelde.
Ten slotte zijn er ook nog het Zeekanaal Brussel-Schelde de Leuvense Vaart en het Netekanaal.

### Pedologie
De pedologie stelt dat de bodem van het arrondissement voornamelijk bestaat uit natte zand- en lemig-zandgronden. De zuidelijke gemeenten hebben een natte leemgrond. Alle drie worden ze gerekend tot de podzolgronden (askleurige bodems).

### Stratigrafie
De stratigrafie stelt dat de gesteenten in het arrondissement zich tijdens diverse tijdsvakken vormden. Zo stamt de streek rond Bornem uit het Oligoceen, de streek rond Mechelen (stad) uit het Jura en de streek rond Lier uit het mioceen.

### Lithologie
De lithologie stelt dat de bodem bestaat uit zand uit het tertiair en pleistoceen en klei uit het tertiair.

### Geografische streken
Het arrondissement ligt op de grens van de geografische streken Groentestreek (westen) en Zandlemig Vlaanderen (oosten).

### Urbanisatiegraad
Het Ruimtelijk Structuurplan Vlaanderen deelt de stad Mechelen in als regionaalstedelijk gebied en Lier en Heist-op-den-Berg als kleinstedelijke gebieden. Voorts worden de gemeenten Bornem, Duffel, Puurs en Willebroek als specifieke economische knooppunten genoemd.

### Administratieve indeling
| Mechelen         | Mechelen         | Supranationaal         | Nationaal              | Nationaal                         | Gemeenschap         | Gewest              | Provincie           | Arrondissement    | Provinciedistrict | Kanton          | Gemeente        | District         |
| ---------------- | ---------------- | ---------------------- | ---------------------- | --------------------------------- | ------------------- | ------------------- | ------------------- | ----------------- | ----------------- | --------------- | --------------- | ---------------- |
| Administratief   | Niveau           | Europese Unie          | België                 | België                            | Vlaanderen          | Vlaanderen          | Antwerpen           | Mechelen          | Mechelen          | Mechelen        | 12              | -                |
| Administratief   | Bestuur          | Europese Commissie     | Belgische regering     | Belgische regering                | Vlaamse regering    | Vlaamse regering    | Deputatie           | Deputatie         | Deputatie         | Deputatie       | Gemeentebestuur | Districtscollege |
| Administratief   | Raad             | Europees Parlement     | Senaat                 | Kamer van volksvertegenwoordigers | Vlaams Parlement    | Vlaams Parlement    | Provincieraad       | Provincieraad     | Provincieraad     | Provincieraad   | Gemeenteraad    | Districtsraad    |
| Kiesomschrijving | Kiesomschrijving | Nederlands Kiescollege | Nederlands Kiescollege | Kieskring Antwerpen               | Kieskring Antwerpen | Kieskring Antwerpen | Kieskring Antwerpen | Mechelen-Turnhout | Mechelen          | 5               | 12              | -                |
| Verkiezing       | Verkiezing       | Europese               | Federale               | Federale                          | Vlaamse             | Vlaamse             | Provincieraads-     | Provincieraads-   | Provincieraads-   | Provincieraads- | Gemeenteraads-  | Districtsraads-  |

#### Provinciedistricten
- Mechelen

#### Kantons
| - Mechelen - Duffel (kieskanton) | - Heist-op-den-Berg - Lier | - Puurs-Sint-Amands (kieskanton) - Willebroek (gerechtelijk kanton) |

#### Gemeenten
| - Berlaar - Bonheiden - Bornem - Duffel | - Heist-op-den-Berg - Lier - Mechelen - Nijlen | - Putte - Puurs-Sint-Amands - Sint-Katelijne-Waver - Willebroek |

#### Deelgemeenten
| - Beerzel - Berlaar - Bevel - Blaasveld - Bonheiden - Booischot - Bornem - Breendonk - Duffel - Gestel - Hallaar - Heffen - Heindonk - Heist-op-den-Berg - Hingene | - Hombeek - Itegem - Kessel - Koningshooikt - Leest - Lier - Liezele - Lippelo - Mariekerke - Mechelen - Muizen - Oppuurs - Onze-Lieve-Vrouw-Waver | - Putte - Puurs - Rijmenam - Ruisbroek - Schriek - Sint-Amands - Sint-Katelijne-Waver - Tisselt - Walem - Weert - Wiekevorst - Willebroek |

### Aangrenzende arrondissementen
| Aangrenzende arrondissementen | Aangrenzende arrondissementen | Aangrenzende arrondissementen | Aangrenzende arrondissementen | Aangrenzende arrondissementen |
| ----------------------------- | ----------------------------- | ----------------------------- | ----------------------------- | ----------------------------- |
| Sint-Niklaas                  |                               | Antwerpen                     |                               |                               |
|                               |                               |                               |                               |                               |
| Dendermonde                   | Turnhout                      |                               |                               |                               |
|                               |                               |                               |                               |                               |
|                               |                               | Halle-Vilvoorde               |                               | Leuven                        |

## Demografie

### Evolutie van het inwonertal
- Bron:NIS - Opm:1806 t/m 1980=volkstellingen; vanaf 1990= inwoneraantal per 1 januari

| Inwoners van jaar tot jaar op 1 januari 1992 tot heden | Inwoners van jaar tot jaar op 1 januari 1992 tot heden | Inwoners van jaar tot jaar op 1 januari 1992 tot heden |
| Jaar                                                   | Aantal                                                 | Evolutie: 1992=index 100                               |
| ------------------------------------------------------ | ------------------------------------------------------ | ------------------------------------------------------ |
| 1992                                                   | 297.168                                                | 100,0                                                  |
| 1993                                                   | 298.377                                                | 100,4                                                  |
| 1994                                                   | 299.299                                                | 100,7                                                  |
| 1995                                                   | 300.692                                                | 101,2                                                  |
| 1996                                                   | 301.060                                                | 101,3                                                  |
| 1997                                                   | 302.361                                                | 101,7                                                  |
| 1998                                                   | 303.856                                                | 102,3                                                  |
| 1999                                                   | 305.156                                                | 102,7                                                  |
| 2000                                                   | 305.670                                                | 102,9                                                  |
| 2001                                                   | 306.413                                                | 103,1                                                  |
| 2002                                                   | 307.433                                                | 103,5                                                  |
| 2003                                                   | 308.665                                                | 103,9                                                  |
| 2004                                                   | 309.865                                                | 104,3                                                  |
| 2005                                                   | 311.472                                                | 104,8                                                  |
| 2006                                                   | 314.243                                                | 105,7                                                  |
| 2007                                                   | 316.224                                                | 106,4                                                  |
| 2008                                                   | 319.057                                                | 107,4                                                  |
| 2009                                                   | 321.788                                                | 108,3                                                  |
| 2010                                                   | 324.311                                                | 109,1                                                  |
| 2011                                                   | 327.323                                                | 110,1                                                  |
| 2012                                                   | 329.395                                                | 110,8                                                  |
| 2013                                                   | 331.288                                                | 111,5                                                  |
| 2014                                                   | 333.132                                                | 112,1                                                  |
| 2015                                                   | 335.418                                                | 112,9                                                  |
| 2016                                                   | 337.339                                                | 113,5                                                  |
| 2017                                                   | 340.410                                                | 114,6                                                  |
| 2018                                                   | 342.945                                                | 115,4                                                  |
| 2019                                                   | 344.818                                                | 116,0                                                  |
| 2020                                                   | 347.125                                                | 116,8                                                  |
| 2021                                                   | 348.539                                                | 117,3                                                  |
| 2022                                                   | 351.106                                                | 118,2                                                  |
| 2023                                                   | 356.300                                                | 119,9                                                  |
| 2024                                                   | 359.299                                                | 120,9                                                  |
| 2025                                                   | 361.424                                                | 121,6                                                  |

## Belangrijkste bezienswaardigheden
- Mechelen: de Sint-Romboutskathedraal, de Onze-Lieve-Vrouw-van-Hanswijkbasiliek, het Groot Begijnhof, het stadhuis, het Hof van Savoye, Kamp Mechelen, het speelgoedmuseum en het Spoorwegmuseum De Mijlpaal.
- Lier: de Sint-Gummaruskerk, het begijnhof, de Zimmertoren en het belfort.
- Puurs: de "kathedraal van Klein-Brabant"
- Willebroek: de Sint-Niklaaskerk, de Brug van Willebroek en het Fort van Breendonk
- Sint-Amands: De bocht van de Schelde

## Cultuur

### Dialect
Globaal genomen worden de dialecten uit het arrondissement ingedeeld onder het Brabants. Verder vallen de dialecten verder onder te verdelen als Kempen-Brabants en vervolgens Zuiderkempens.

### Evenementen
- Elke 25 jaar vindt te Mechelen de Cavalcade plaats, gevolgd door de Ommegang. Deze laatste is als traditie van de reuzenstoet erkend als UNESCO-Meesterwerk van het Orale en Immateriële Erfgoed van de Mensheid.
- De Hanswijkprocessie te Mechelen.
- De Sint-Gummarusprocessie te Lier.
- Maanrock op de Grote Markt te Mechelen.
- Jour Tibour, jaarlijks gratis festival te Nijlen

### Streekproducten[4]
- Gouden Carolus: een serie bieren gebrouwen door brouwerij Het Anker te Mechelen.
- Caves, een donker bier uit Lier
- Liers vlaaike, gebakje met een kruidig smaakje uit Lier
- traditionele speculoos van Vermeiren uit Puurs
- Lierse kant

## Religie en levensbeschouwing

### Rooms-katholieke kerk
De gemeenten uit het arrondissement Mechelen liggen verdeeld over twee bisdommen, namelijk het aartsbisdom Mechelen-Brussel en het bisdom Antwerpen.
Dekenaat Mechelen: De 37 parochies van de gemeenten Bonheiden, Duffel, Mechelen, Sint-Katelijne-Waver en Zemst zijn gegroepeerd in vijf federaties die deel uitmaken van het dekenaat Mechelen in het vicariaat Vlaams-Brabant en Mechelen in het Aartsbisdom Mechelen-Brussel.
Dekenaat Klein-Brabant: De 23 parochies van de gemeenten Bornem, Puurs, Sint-Amands en Willebroek zijn gegroepeerd in 3 federaties die deel uitmaken van het dekenaat Klein-Brabant. Net als het dekenaat Mechelen behoort dit tot het vicariaat Vlaams-Brabant en Mechelen in het aartsbisdom Mechelen-Brussel.
Dekenaat Rupel-Nete: De 32 parochies van de gemeenten Berlaar, Heist-op-den-Berg, Lier, Nijlen en Putte zijn gegroepeerd in 4 federaties die deel uitmaken van het dekenaat Rupel-Nete. Daarnaast maken ook de parochies uit de gemeenten Aartselaar, Boechout, Boom, Edegem, Hemiksem, Hove, Kontich, Lint, Mortsel, Ranst, Rumst, Schelle en Zandhoven in het arrondissement Antwerpen deel uit van dit dekenaat dat tot het Bisdom Antwerpen behoort.

### Protestantisme
Er bevinden zich drie protestantse parochies in het arrondissement. Deze behoren tot het District Antwerpen-Brabant-Limburg van de Verenigde Protestantse kerk in België en zijn alle drie in Mechelen gelegen.

### Islam
In het arrondissement Mechelen bevinden zich zes moskeeën in Turkse traditie (2 in Lier, 2 in Willebroek en 2 in Sint-Amands. Daarnaast zijn er nog vijf in de Marokkaanse traditie (2 in Mechelen, 2 in Willebroek en 1 in Lier). Het merendeel van de moslims in het arrondissement zijn Soennieten (سونى).

### Boeddhisme
Er bevindt zich één boeddhistische tempel in het arrondissement, namelijk in de stad Mechelen. De tempel, Wat Dhammapateep, behoort tot de theravadische traditie.

## Mobiliteit

### Openbaar vervoer

#### Spoorwegen
De belangrijkste spoorlijnen zijn:
- Spoorlijn 13 tussen Kontich en Lier. Het enige station binnen het arrondissement is dat van Lier.
- Spoorlijn 15 tussen Antwerpen en Hasselt. De stations in het arrondissement zijn Lier, Kessel en Nijlen.
- Spoorlijn 16 tussen Lier en Aarschot. De stations in het arrondissement zijn Lier, Berlaar, Melkouwen, Heist-op-den-Berg en Booischot.
- Spoorlijn 25 en 27 tussen Antwerpen en Brussel. De stations in het arrondissement zijn Duffel, Sint-Katelijne-Waver, Mechelen-Nekkerspoel en Mechelen CS.
- Spoorlijn 27B tussen Weerde en Sint-Katelijne-Waver. De stations in het arrondissement zijn Muizen en Mechelen CS.
- Spoorlijn 52 tussen Dendermonde en Antwerpen. De stations in het arrondissement zijn Ruisbroek-Sauvegarde en Puurs. Het stuk van het traject tussen Puurs en Dendermonde is gesloten voor treinverkeer, wel rijdt er in de zomer een stoomtrein. Deze houdt halt in het arrondissement te Puurs, Oppuurs en Sint-Amands.
- Spoorlijn 54. Deze voormalige spoorlijn liep tussen Mechelen en Terneuzen. Alleen het stuk tussen Mechelen en Sint-Niklaas is nog in gebruik. De stations in het arrondissement zijn Mechelen CS, Willebroek, Puurs en Bornem.

#### Busvervoer
Verschillende buslijnen van de vervoersmaatschappij De Lijn verbindt de gemeenten van het arrondissement onderling en de omliggende arrondissementen. De belangrijkste "busstations" zijn Mechelen, Lier, Willebroek en Heist-op-den-Berg. Er rijden geen trams in het arrondissement.

### Wegennet
De belangrijkste autostrades die het arrondissement doorkruisen zijn de E19 en de A12. Daarnaast hebben de steden Lier (R16) en Mechelen (R12) elk een ringweg.
De belangrijkste Gewestwegen binnen het arrondissement zijn de N1, N10, N13, N14, N15, N15a, N16, N17, N26, N105, N108, N109, N149, N159 en de N259.

## Economie

### Sociaal overleg
Op arrondissementsniveau zijn er twee overlegorganen tussen werkgevers- en werknemersorganisaties: de Sociaal-Economische Raad van de Regio (SERR) en het Regionaal Economisch Sociaal Overlegcomité (RESOC). De SERR Mechelen is bipartiet samengesteld en de RESOC Mechelen tripartiet, dit wil zeggen dat er ook vertegenwoordigers van de gemeenten en provincies aan deelnemen. Het bevoegdheidsgebied van de RESOC Mechelen en de SERR Mechelen komt overeen met de oppervlakte van het arrondissement. Beide overlegorganen komen op regelmatige basis samen.
RESOC Mechelen heeft onder meer de bevoegdheid om het streekpact op te stellen, dit is een strategische visie op de sociaal-economische ontwikkeling van de streek met een duur van zes jaar. Daarnaast kunnen steden, gemeenten en de Vlaamse Regering het orgaan om advies vragen over sociaal-economische kwesties. De twee voornaamste beleidsterreinen van het RESOC zijn economie en werkgelegenheid. RESOC Mechelen is samengesteld uit 8 vertegenwoordigers van de lokale werknemersorganisaties (ABVV, ACV en ACLVB), 8 vertegenwoordigers van de werkgeversorganisaties (Voka, UniZO, Boerenbond en Verso) en ten slotte 4 vertegenwoordigers van de gemeenten en 4 voor de provincie. Daarnaast kan RESOC Mechelen autonoom beslissen om bijkomende organisaties of personen uit te nodigen. Voorzitster van RESOC Mechelen is Caroline Gennez.
SERR Mechelen heeft als belangrijkste taak de verschillende overheden te adviseren over hun werkgelegenheidsinitiatieven voor de eigen streek. Daarnaast houdt de raad in de gaten hoe de werkgelegenheid zich ontwikkelt in de regio, met specifieke aandacht voor kansarme groepen. Naast de sociale partners maakt ook VDAB Mechelen er deel van uit.
Beide overlegorganen worden overkoepeld door het Erkend Regionaal Samenwerkingsverband (ERSV), een juridische hulpstructuur op provinciaal niveau, die verantwoordelijk is voor het personeels- en financiële beheer van de verschillende SERR's en RESOC's binnen de provincie Antwerpen.

### Tewerkstelling
De gemiddelde werkzaamheidsgraad in het arrondissement bedroeg in 2003 67,8% van de actieve bevolking (leeftijdscategorie 18 tot en met 64 jaar) en bedroeg dus 0,8 meer dan het Vlaams gemiddelde. De gemeenten Berlaar, Nijlen, Willebroek en de stad Mechelen deden slechter dan dit Vlaams gemiddelde. Puurs en Putte deden dan weer beduidend beter (+70%).
In 2003 werden er 122 649 banen in het arrondissement aangeboden, dit maakt een werkgelegenheidsgraad van 64,2%. Theoretisch gezien maakt dat er per baan 1,56 personen in de regio beschikbaar waren. In de praktijk verschilt deze werkgelegenheidsgraad echter sterk per gemeente. Zo waren er in Sint-Amands 3,77 inwoners per baan beschikbaar en in de gemeente Puurs slechts 1,09 personen per baan.
Tussen 1998 en 2003 steeg het aantal arbeidsplaatsen in het arrondissement met 12 591, een stijging van 11,4%. Deze bijkomende banen werden voornamelijk gerealiseerd in Mechelen (+5.973 arbeidsplaatsen) en Puurs (+2.630).

### Activiteitsgraad
De activiteitsgraad (de mate waarin de bevolking van een regio op arbeidsleeftijd actief is op de arbeidsmarkt) bedroeg op 30 juni 2005 74,8%, wat beduidend beter is dan het Vlaams gemiddelde (74%), en een stijging inhoudt van 1,7% in verhouding met 2003. De activiteitsgraad steeg voor alle leeftijdsklassen uitgezonderd de 65-plussers en de 18- tot 30-jarigen. De sterkste stijging betrof deze in de leeftijdsklasse 50- tot 54-jarigen met 7% en 55- tot 59-jarigen met 4,1%.

### Werkloosheid
Er waren in december 2006 9599 (6,67%) werklozen. Een jaar later daalt het werkloosheidcijfer zelfs onder het magische aantal van de 8000. De kredietcrisis en de daaropvolgende economische crisis strooien echter roet in het eten. Talloze banen verdwijnen door collectieve ontslagen. In maart 2009 bedroeg de werkloosheid in het arrondissement Mechelen opnieuw 6,33 procent (9367). Dat houdt een stijging in van bijna een vijfde in vergelijking met 2009. Vooral de stad Mechelen heeft een hoog werkloosheidspercentage (9,2% - 3367).
| Jaar    | Werkloosheidsgraad in % |
| ------- | ----------------------- |
| 12/2001 | 6,27%                   |
| 12/2002 | 7,07%                   |
| 12/2003 | 7,67%                   |
| 12/2004 | 8,42%                   |
| 12/2005 | 8,22%                   |
| 12/2006 | 6,27%                   |
| 12/2007 | ?                       |
| 12/2008 | 5,3%                    |
| 01/2009 | 6,08%                   |
| 01/2010 | 7,09%                   |
| 09/2010 | 7,05%                   |

#### Jeugdwerkloosheid
De jeugdwerkloosheid (2010) ligt erg hoog omwille van de economische crisis. Sinds juli 2010 is er echter een kentering merkbaar. Aanvankelijk deed zich een stagnatie voor, sinds september daalde de werkloosheid ook effectief. Jeugdwerkloosheid blijft echter een groot probleem in het arrondissement. Jongeren maken maar liefst 25,8% uit van de totale werkloosheid.

#### Langdurige werkloosheid
Het aantal langdurig werkzoekenden is toegenomen ten opzichte van voor de crisis (+21,7%) en september 2009 (+10,7%).

#### Allochtone werkloosheid
De allochtone werkloosheid is in juli 2010 met 7,7% toegenomen ten opzichte van september 2009. Personen van allochtone afkomst maken hierdoor 24% uit van de totale werkloosheid. Dit is 1,7% meer dan het Vlaamse gemiddelde.

### Aanwezigheidsindex
- Primaire sector: de gemeenten Duffel en Sint-Katelijne-Waver worden gekenmerkt door een hoge aanwezigheidsindex (AI) van de primaire sector. Zo waren er in beide gemeenten zes keer meer werknemers actief in 2003 in deze sector dan te verwachten zou zijn uit het inwonersaantal. De totale tewerkstelling voor de sector over het gehele arrondissement bedraagt 1,02% van het totaal. In absolute cijfers zijn dit 1257 banen ten overstaan van 104795.
- Secundaire sector: de hoogste AI voor de secundaire sector ligt in Puurs en Lier. Hier zijn ruim twee keer meer werknemers tewerkgesteld in de sector dan dat zou te verwachten zijn in verhouding met het inwonersaantal. In Puurs valt dit te verklaren uit de aanwezigheid van de Voedingsmiddelenindustrie en chemische nijverheid. In Lier door de aanwezigheid van de grafische en metaalverwerkende nijverheid en de bouwmaterialensector. De totale tewerkstelling voor de sector over het hele arrondissement bedraagt 30,2%. In absolute cijfers zijn dit 31649 banen ten overstaan van het totaal.
- Tertiaire sector: de hoogste AI voor de tertiaire sector ligt in de stad Mechelen. De totale tewerkstelling voor de sector over het hele arrondissement bedraagt 36,9%. In absolute cijfers zijn dit 38723 banen ten overstaan van het geheel.
- Quartaire sector: ook in de quartaire sector heeft Mechelen de hoogste AI. Voor het hele arrondissement bedraagt de totale tewerkstelling voor de sector 31,6%. In absolute cijfers zijn dit 33166 banen ten overstaan van het totale aantal.
- Zelfstandigen: het arrondissement telde eind 2003 15117 zelfstandigen in hoofdberoep, daarnaast waren er nog eens 2737 helpers in hoofdberoep.

Particulieren en bedrijven kunnen bij IGEMO terecht voor het aankopen van een perceel of gebouw, adviesverlening inzake wonen, een actie of campagne op het vlak van milieu, natuur en/of duurzame ontwikkeling …

### Bedrijven
- Playmobil Belgium: hoofdzetel van deze speelgoedfabrikant.
- DuPont: Mechelen was de eerste Europese vestiging van deze Amerikaanse multinational
- Foodmaker: hoofdkantoor van dit ecologische en biologische voedingsbedrijf
- Mechelse Veilingen: de grootste coöperatieve veiling van Europa.
- Tibotec: een farmaceutisch bedrijf en dochteronderneming van Janssen Pharmaceutica.
- Intervet Belgium: een farmaceutisch bedrijf voor diergeneesmiddelen.
- Van Hool: bus en touringcarconstructeur.
- Batavus België: fietsenfabrikant
- Telenet: Telefonie, kabeldistributie en internet-provider.
- Duffelcoat Productions: audiovisueel bedrijf van o.a. De grote boze wolf show
- Endemol België: audiovisueel bedrijf
- IGEMO: streekintercommunale.
- CMI Energy Services

## Onderwijs

### Kleuter- en lager onderwijs
In bijna elke gemeente en/of deelgemeente bevindt zich ten minste één kleuter- en lagere school. Alle onderwijsnetten zijn vertegenwoordigd in het arrondissement.

### Secundair onderwijs

#### Officieel Onderwijs

##### Gemeenschapsonderwijs
De scholen die onder de onderwijskoepelorganisatie RAGO vallen:
- Koninklijk Atheneum Lier, met Middenschool Anton Bergmann, KTA't Spui en Campus Arthur Vanderpoorten
- Koninklijk Atheneum Lyceum te Mechelen
- Koninklijk Atheneum Pitzemburg te Mechelen
- Koninklijk Atheneum Bornem
- Koninklijk Atheneum Willebroek
- Kunsthumaniora (tot 2010[14][15])
- Koninklijk Technisch Atheneum Wollemarkt, Mechelen
- Koninklijk Technisch Atheneum Heist-op-den-Berg
- Koninklijk Technisch Atheneum Paramedisch instituut te Mechelen
- De Beemden (Buso) te Mechelen
- De Regenboog (BuSO) te Lier

##### Provinciaal Onderwijs
De scholen die onder de onderwijskoepelorganisatie POV vallen:
- Provinciale Tuinbouwschool Campus Mechelen

##### Gemeentelijk Onderwijs
De scholen die onder de onderwijskoepelorganisatie OVSG vallen:
- Gemeentelijk Technisch Instituut Duffel (GTI Duffel)
- Gemeentelijk Instituut voor Technisch & Handelsonderwijs (GITHO) Nijlen

#### Vrij onderwijs

##### Confessioneel vrij onderwijs
De scholen die onder de onderwijskoepelorganisatie VVKBaO vallen:
- Sint-Norbertusinstituut Duffel
- Hagelstein College, Sint-Katelijne-Waver
- Sint-Ursula Instituut te Onze-Lieve-Vrouw-Waver
- Sint-Gummaruscollege (SGC) te Lier
- Sint-Ursula Lyceum en Instituut te Lier
- Sint-Aloysiusinstituut te Lier
- Vrij Technisch Instituut Lier (VTI) te Lier
- Berthoutinstituut Klein Seminarie (BimSem) te Mechelen
- COLOMAplus te Mechelen
- Scheppersinstituut Mechelen
- Sint-Romboutscollege te Mechelen
- Technische Scholen Mechelen (TSM)
- Ursulinen Mechelen
- St-Jan Berchmansinstituut te Puurs
- Onze Lieve Vrouw Presentatie te Bornem
- Instituut Heilig Hart van Maria te Berlaar
- Sint Michiels Instituut te Schriek
- St-Lambertus Instituut te Heist-op-den-Berg
- Heilig Hartcollege te Heist-op-den-Berg
- Instituut Mevrouw Govaerts (BuSO) te Heist-op-den-Berg
- St Janhof (BuSO) te Mechelen

##### Niet-confessioneel vrij onderwijs
- De Sterrendaalders te Lier (Steinerschool)

### Hoger onderwijs
- Instituut De Nayer, Departementen Industriële Wetenschappen en Technologie te Bonheiden
- Katholieke Hogeschool Kempen (Sint-Aloysiusinstituut) te Lier
- Artesis Hogeschool Antwerpen (Lerarenopleiding & Hoger Instituut voor Dans) te Lier en campus Dodoens te Mechelen
- Lessius Mechelen
- Hoger Instituut voor Opvoedkundige Wetenschappen (H.I.O.W.) te Mechelen

## Sport

### Voetbal
De belangrijkste voetbalclubs van het arrondissement zijn KV Mechelen speelt in de Eerste klasse en het voormalige K. Lierse SK speelde in de Tweede klasse. SK Lierse werd vijfmaal landskampioen (1932 · 1941 · 1942 · 1960 · 1997) en won tweemaal de Beker van België (1969 · 1999) en eveneens tweemaal de Belgische Supercup (1997 · 1999). KV Mechelen werd viermaal landskampioen (1943 · 1946 · 1948 · 1989) en won eenmaal de Beker van België (1987), 1x de Europese Beker voor Bekerwinnaars (1988) en 1x de nationale (1987) en de Europese supercup (1988).
Daarnaast voetballen ook het nieuwe K. Lierse SK (1e klasse B), KSK Heist (2de klasse), KSV Bornem, K. Lyra-Lierse en KRC Mechelen en KFC Nijlen (3de klasse) en KFC Duffel (4de klasse) in de landelijke competities.

### Basketbal
Tot 1995 speelde Racing Mechelen in de eerste klasse, in dat jaar fusioneerde ze met Sobabee tot de Antwerp Giants. De club werd 15 keer landskampioen en won negenmaal de Beker van België. Momenteel heeft het arrondissement geen enkele club meer in de hoogste afdeling.

### Volleybal
VC Argex Duvel Puurs, een club die ontstaan uit de fusie van VC Breendonk, VC Puurs en later Ruisbroek VC speelt in de Liga A (heren).

## Bekende inwoners
Bekende personen die geboren of woonachtig zijn of waren in het arrondissement Mechelen of een andere significante band met het arrondissement hebben:
- Cornelis Kiliaan (±°1529 - †1607), taalgeleerde en dichter
- Matthias Hovius (°1542 - †1620), voormalig aartsbisschop
- Emile Verhaeren (°1855 - †1916), dichter
- Felix Timmermans (°1886 - †1947), auteur
- Rik Wouters (°1882 - †1916), kunstenaar
- Arthur Vanderpoorten (°1884 - †1945), voormalig minister en politicus Liberale Partij
- Louis Zimmer (°1888 - †1970), uurwerkmaker
- Gaston Eyskens (°1905 - †1988), voormalig premier en politicus CVP
- Herman Van Breda (°1911 - †1974), filosoof
- Herman Vanderpoorten (°1922 - †1984), voormalig minister en politicus PVV
- Rik De Saedeleer (°1924 - †2013), voetballer en tv-presentator
- Jenny Tanghe (°1926 - †2009), actrice
- Godfried Danneels (°1933 - †2019), voormalig aartsbisschop
- Louis Neefs (°1937 - †1980), zanger
- Raymond Ceulemans (°1937), biljarter
- Luc Deleu (°1944), kunstenaar en architect
- Luc Van den Brande (°1945), voormalig minister-president en politicus CVP
- Paul Jambers (°1945), televisiemaker
- Luc van Balberghe (°1950), toneelauteur
- Jacques Vermeire (°1951), komiek
- Marleen Vanderpoorten (°1954), voormalig minister en politicus Open Vld
- Patrick Dewael (°1955), voormalig minister en politicus Open Vld
- Walter Grootaers (°1955), zanger van De Kreuners en mediafiguur
- Rik Torfs (°1956), kerkjurist en politicus CVP
- Mark Uytterhoeven (°1957), televisiemaker
- Jan Ceulemans (°1957), voetballer en voetbaltrainer
- Yves Desmet (°1959), journalist
- Michel Preud'homme (°1959), voetballer en voetbaltrainer
- Kris Peeters (°1962),voormalig minister-president en politicus CD&V
- Fons Borginon (°1966), politicus Volksunie
- Caroline Gennez (°1975), politica sp.a
- Sven Nijs, (°1976), veldwielrenner
- Roos Van Acker (°1976), radio- en tv-presentatrice
- Inge Vervotte (°1977), politica CD&V
- Nick Nuyens (°1980) wielrenner
- Niels Albert (°1986), veldwielrenner